# Division d'Honneur 1919-1920
La Division d'Honneur 1919-1920 è stata la 20ª edizione della massima serie del campionato belga di calcio disputata tra il 28 settembre 1919 e il 21 marzo 1920 e conclusa con la vittoria del FC Brugeois, al suo primo titolo.
Capocannoniere del torneo fu Honoré Vlamynck (Daring Club de Bruxelles), con 26 reti.

## Formula
Fu il primo campionato dalla fine della prima guerra mondiale. Vennero considerati i risultati delle squadre alla fine dell'ultimo campionato prima del conflitto e le partecipanti a questa competizione furono 12 che disputarono un turno di andata e ritorno per un totale di 22 partite.
Nessuna squadra venne retrocessa nella serie inferiore.

## Squadre
| Squadra                  | Città        | Stadio | Stagione 1913-1914  |
| ------------------------ | ------------ | ------ | ------------------- |
| Uccle Sport              | Uccle        |        | Promotion           |
| RC de Gand               | Gand         |        | 8°                  |
| CS Verviétois            | Verviers     |        | 6°                  |
| Racing Club de Bruxelles | Uccle        |        | 5°                  |
| FC Brugeois              | Bruges       |        | 4°                  |
| Beerschot AC             | Anversa      |        | 7°                  |
| CS Brugeois              | Bruges       |        | 3°                  |
| Anversa                  | Anversa      |        | 9°                  |
| Union Saint-Gilloise     | Saint-Gilles |        | 2°                  |
| Daring Club de Bruxelles | Bruxelles    |        | Campione del Belgio |
| AA La Gantoise           | Gand         |        | 10°                 |
| RC Malines               | Malines      |        | Promotion           |

## Classifica finale
|                   | Pos. | Squadra                  | Pt | G  | V  | N | P  | GF | GS | DR  |
| ----------------- | ---- | ------------------------ | -- | -- | -- | - | -- | -- | -- | --- |
| Belgio (bandiera) | 1.   | FC Brugeois              | 34 | 22 | 15 | 4 | 3  | 61 | 27 | 34  |
|                   | 2.   | Union Saint-Gilloise     | 32 | 22 | 14 | 4 | 4  | 71 | 22 | 49  |
|                   | 3.   | Daring Club de Bruxelles | 31 | 22 | 13 | 5 | 4  | 45 | 28 | 17  |
|                   | 4.   | Anversa                  | 27 | 22 | 11 | 5 | 6  | 52 | 35 | 17  |
|                   | 5.   | Beerschot AC             | 25 | 22 | 11 | 3 | 8  | 44 | 35 | 9   |
|                   | 6.   | RC Malines               | 24 | 22 | 10 | 4 | 8  | 37 | 40 | -3  |
|                   | 7.   | RC de Gand               | 22 | 22 | 9  | 4 | 9  | 34 | 45 | -11 |
|                   | 8.   | CS Brugeois              | 19 | 22 | 7  | 5 | 10 | 38 | 38 | 0   |
|                   | 9.   | CS Verviétois            | 16 | 22 | 6  | 4 | 12 | 40 | 64 | -24 |
|                   | 10.  | Uccle Sport              | 13 | 22 | 4  | 5 | 13 | 28 | 58 | -30 |
|                   | 11.  | AA La Gantoise           | 12 | 22 | 4  | 4 | 14 | 28 | 67 | -39 |
|                   | 12.  | Racing Club de Bruxelles | 9  | 22 | 3  | 3 | 16 | 40 | 59 | -19 |

Legenda:

      Campione del Belgio
      Retrocesso in Promotion
Note:

Due punti a vittoria, uno a pareggio, zero a sconfitta.

### Verdetti
- FC Brugeois campione del Belgio 1919-20.